# Lotus (planta)
Lotus es un género, muy complejo y todavía discutido, de plantas con flores de la familia Fabaceae que tiene unas 150 especies aceptadas, de las casi 450 descritas.

## Descripción
Muchas especies tienen hojas con tres foliolos, pero los hay con dos grandes estípulas en la base aproximadamente iguales en tamaño a los folíolos, aparentando tener cinco foliolos; algunas especies tienen hojas pinnadas con más de 15 foliolos. Las flores están en ramos de 3-10 juntas en el ápex del tallo con algunas brácteas foliosas basales, de vívidos amarillos o naranja, ocasionalmente rojos.

## Distribución y hábitat
El género tiene una distribución cosmopolita y sus especies están adaptadas a diferentes hábitats, desde medios costeros hasta altas altitudes. Algunas, como L. berthelotii de las islas Canarias, son plantas ornamentales, mientras L. corniculatus es una especie invasora en  regiones de América y de Australia.

## Ecología
Las especies de  Lotus son alimento de larvas de algunas especies de  Lepidoptera.

## Especies

### Taxones presentes en España
- Lotus angustissimus L.
- Lotus arenarius Brot.
- Lotus argyrodes R.P.Murray
- Lotus arinagensis Bramwell
- Lotus azoricus P.W.Ball.
- Lotus berthelotii Masf.
- Lotus callis-viridis Bramwell & D.H.Davis
- Lotus campylocladus Webb & Berthel.
  - Lotus campylocladus campylocladus Webb & Berthel.
  - Lotus campylocladus hillebrandii (Christ) Sandral & D.D.Sokoloff
- Lotus castellanus Boiss. & Reut. in Boiss.
- Lotus conimbricensis Brot.
- Lotus corniculatus L.
  - Lotus corniculatus alpinus (Schleich. ex DC.) Rothm.
  - Lotus corniculatus corniculatus L.
  - Lotus corniculatus delortii (Timb.-Lagr.) O.Bolòs & Vigo
  - Lotus corniculatus glacialis (Boiss.) Valdés
  - Lotus corniculatus preslii (Ten.) P.Fourn.
- Lotus creticus L.
- Lotus cytisoides L.
- Lotus dumetorum Webb ex R.P.Murray
- Lotus edulis L.
- Lotus emeroides R.P.Murray
- Lotus eremiticus A.Santos
- Lotus glaucus Dryand. in Aiton
- Lotus glinoides Delile
- Lotus gomerythus A. Portero, J. Martín-Carbajal & R. Mesa
- Lotus halophilus Boiss. & Spruner in Boiss.
- Lotus hispidus Desf. ex DC. in Lam. & DC.
- Lotus holosericeus Webb & Berthel.
- Lotus kunkelii (Esteve) Bramwell & D.H.Davis
- Lotus lancerottensis Webb & Berthel.
- Lotus longisiliquosus R.Roem.
- Lotus lourdes-santiagoi F.J.Pina & Valdés
- Lotus loweanus Webb & Berthel.
- Lotus macranthus Lowe
- Lotus maculatus Breitf.
- Lotus mascaensis Burchard
- Lotus ornithopodioides L.
- Lotus parviflorus Desf.
- Lotus pedunculatus Cav.
- Lotus pyranthus P.Pérez
- Lotus sessilifolius DC.
  - Lotus sessilifolius sessilifolius DC.
  - Lotus sessilifolius villosissimus (Pit.) Sandral & D.D.Sokoloff
- Lotus spartioides Webb & Berthel.
- Lotus tenellus (Lowe) Sandral, A.Santos & D.D. Sokoloff
- Lotus tenuis Waldst. & Kit. ex Willd.
- Lotus tetraphyllus L.[4]

## Usos

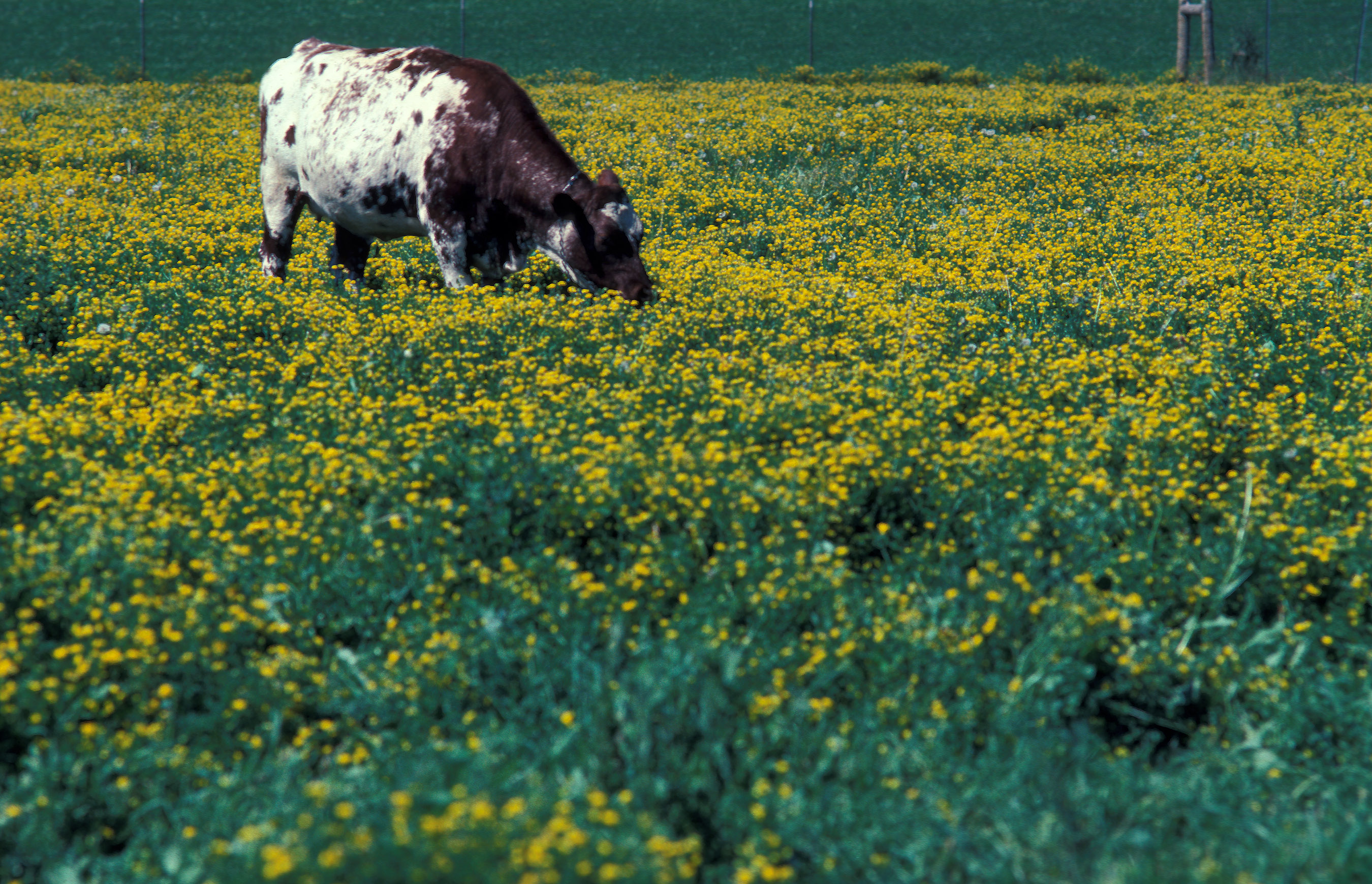
Pastura con Lotus corniculatus.

Muchas especies se cultivan para forraje, incluyendo a L. corniculatus, L. glaber,  L. uliginosus. 

## Toxicidad
Pueden producir glucósidos cianogénicos que pueden ser  potencialmente tóxicos para el ganado.